# Morti nel 912
| Questa pagina contiene informazioni ricavate automaticamente dalle voci biografiche con l'ausilio del template Bio e di un bot. L'aggiornamento è periodico e automatico e ricostruisce completamente la pagina. Se manca una persona in questa lista, sei pregato di non aggiungerla, ma accertati piuttosto che la sua voce biografica contenga il template Bio e che i dati anagrafici siano correttamente compilati. Se il template Bio manca, inseriscilo tu stesso o, in alternativa, metti l'avviso {{tmp\|Bio}} che ne segnala la mancanza. Se i dati riportati sono sbagliati, correggi direttamente la voce biografica; le modifiche saranno visibili in questa lista entro pochi giorni. Per chiarimenti vedi il progetto biografie. La lista contiene solo le 10 persone che sono citate nell'enciclopedia e per le quali è stato implementato correttamente il template Bio. Pagina aggiornata al 13 gen 2025. |

- 6 aprile - Notker I di San Gallo, abate, poeta e compositore tedesco (n. 840)
- 11 maggio - Leone VI il Saggio, imperatore bizantino (n. 866)
- 15 ottobre - Abd Allah ibn Muhammad, emiro (n. 844)
- 30 novembre - Ottone I di Sassonia, nobile tedesco
- Anna di Costantinopoli, principessa bizantina (n. 888)
- Qusta ibn Luqa, medico (n. 820)
- Oleg di Kiev, principe russo
- Smbat I, sovrano armeno (n. 850)
- Muqaddam ibn Muafá, poeta arabo (n. 847)
- Ahmad ibn Yusuf, matematico, astronomo e medico arabo (n. 835)